# Justicia pringlei
Justicia pringlei là một loài thực vật có hoa trong họ Ô rô. Loài này được B.L. Rob. mô tả khoa học đầu tiên năm 1891.